# Nishiokoppe
Nishiokoppe (japanska: 西興部村?, Nishiokoppe-mura) är en landskommun (by) i Hokkaido prefektur i Japan. 